# Ajahn Sao Kantasilo Mahathera
Phra Ajahn Sao Kantasilo Mahathera (1861–1941) foi um monge budista teravada na Tradição Tailandesa das Florestas. Ele foi um membro altamente reverenciado da Dhammayuttika Nikaya. Ajahn Mun Bhuridatta Mahathera foi um de seus mais conhecidos estudantes.

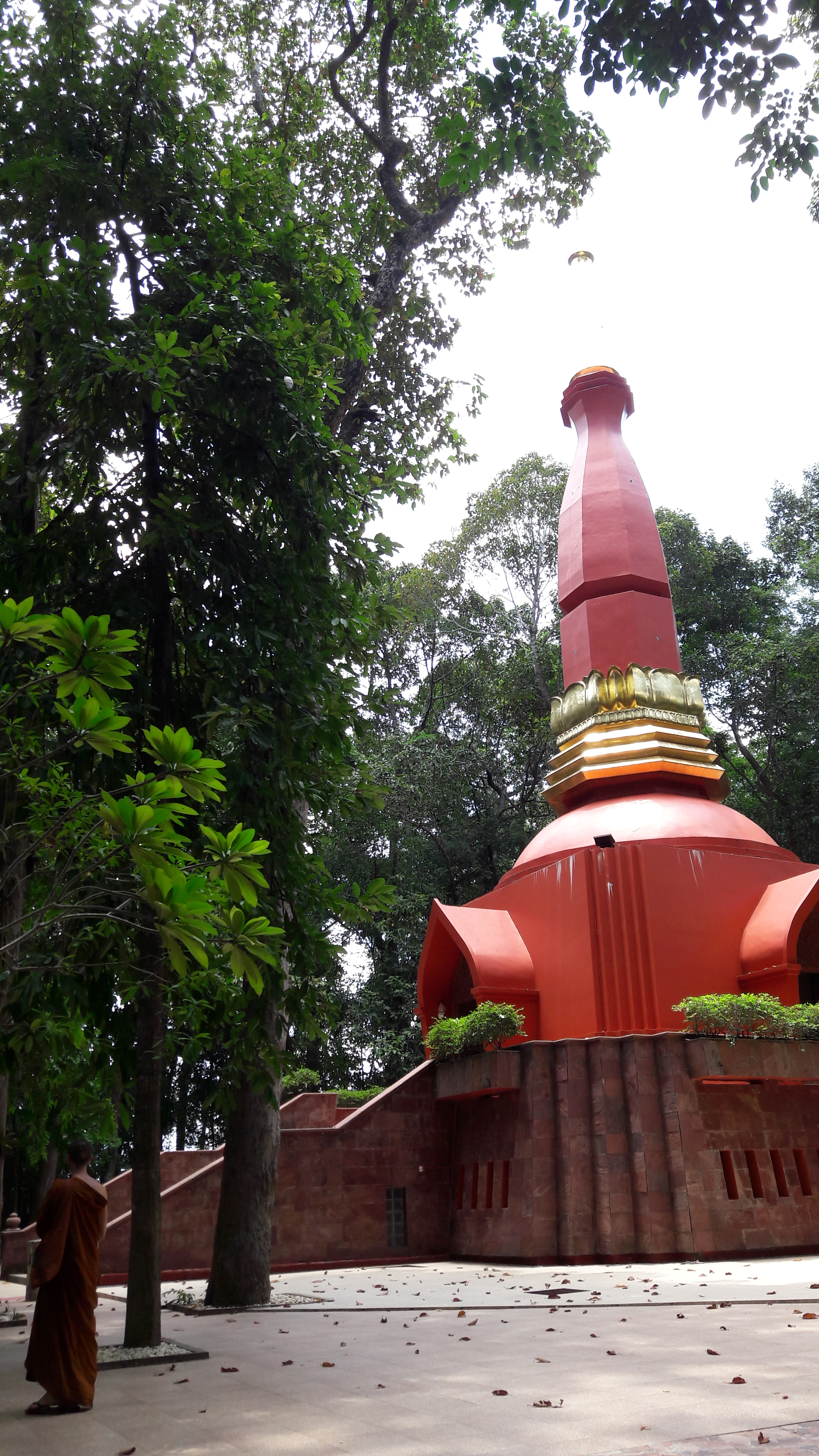
Chedi/Stupa levantado em homenagem a Ajaan Sao

Praticou extensivamente as práticas asceticas de um monge Dhutanga. Reconhecido como um dos maiores mestres de meditacao da Tailandia.
Aos 82 anos sofreu de uma febre advinda de um ataque de abelhas. Como lugar para falecer escolheu uma imagem do Buda localizada no Laos, chegando de barco ao local, após prostrar-se três vezes para a imagem morreu no ato. Viveu 62 anos de sua vida como monge.

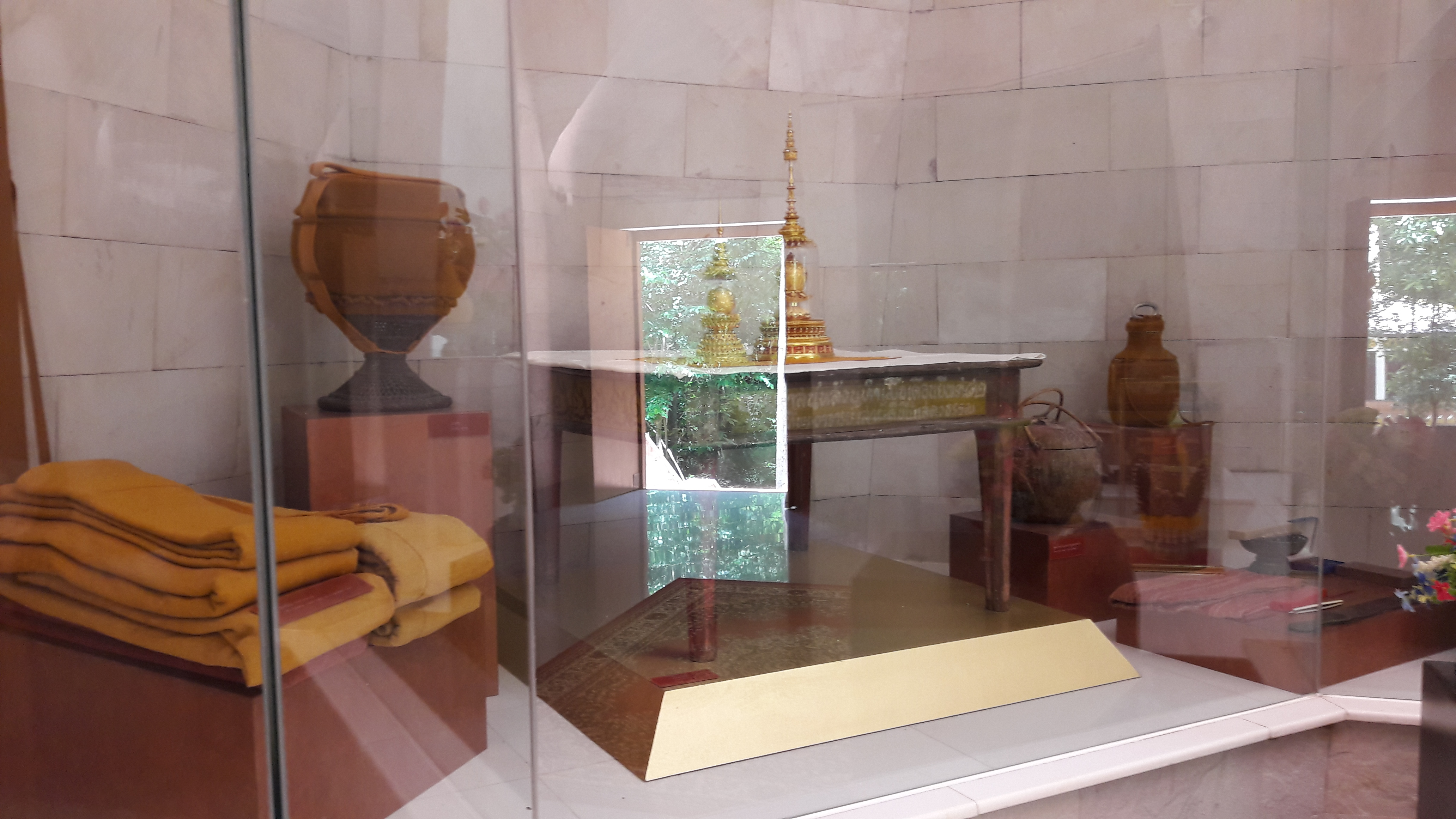
Equipamentos monasticos como tigela, mantos e reliquias preservadas de AjaanSao Kantasilo em museu em Wat Don That - Ubon - Tailandia